# Magyarország a 2013. évi nyári universiadén
Magyarország az oroszországi Kazanyban megrendezett 2013. évi nyári universiade egyik részt vevő nemzete volt.
Az egyetemi és főiskolai sportolók világméretű seregszemléjén tizenhat sportágban 130 magyar sportoló vett részt. A Magyar Egyetemi Csapat, a világ második legnagyobb soksportos eseményét 15 éremmel (4 arany-, 2 ezüst és 9 bronzérem) zárta. A férfi egyetemi vízilabda válogatott – a viadal utolsó napján – legyőzte a profi játékosokkal felálló hazai orosz csapatot.

## Érmesek
| Érem  | Versenyző | Versenyszám   | Versenyszám              | Dátum      |
| ----- | --- | ------------- | ------------------------ | ---------- |
| Arany | Joó Abigél | cselgáncs     | -78 kg                   | július 7.  |
| Arany | Biczó Bence | úszás         | 200 m-es pillangóúszás   | július 13. |
| Arany | Kiss Tamás | kajak-kenu    | kenu egyes 1000 m        | július 14. |
| Arany | egyetemi vízilabda válogatott                                                                                            | vízilabda     | férfi                    | július 17. |
| Ezüst | Bor Barna | cselgáncs     | +100 kg                  | július 7.  |
| Ezüst | egyetemi vízilabda válogatott                                                                                            | vízilabda     | női                      | július 16. |
| Bronz | Csepregi Gábor | evezés        | könnyűsúlyú egypárevezős | július 8.  |
| Bronz | Csoknyai László | cselgáncs     | -81 kg                   | július 8.  |
| Bronz | Blaskó Lili Fazekas Eperke Kiss Júlia Koltai Kinga Kovács Zsuzsanna László Réka László Zsófia Tringer Sára Vándor Csilla | szinkronúszás | kombinációs kűr          | július 9.  |
| Bronz | Májer Tibor Zámbori Bence Ungvári Attila Csoknyai László Vér Gábor Crjenics Miklós Bor Barna                             | cselgáncs     | csapat                   | július 11. |
| Bronz | Zsivoczky-Farkas Györgyi                                                                                                 | atlétika      | hétpróba                 | július 11. |
| Bronz | Petrovics Máté Császár Gergely                                                                                           | kajak-kenu    | kajak kettes 1000 m      | július 14. |
| Bronz | Tóth Attila Schenk Áron Kovács László Császár Gergely                                                                    | kajak-kenu    | kajak négyes 1000 m      | július 14. |
| Bronz | Barka Emese | birkózás      | 59 kg                    | július 14. |
| Bronz | Lám Bálint | birkózás      | 120 kg                   | július 15. |

## A magyar résztvevők listája

### Atlétika
Férfi
| Versenyző      | Versenyszám | Előfutam | Előfutam | Előfutam | Negyeddöntő | Negyeddöntő | Negyeddöntő | Elődöntő | Elődöntő | Elődöntő | Döntő   | Döntő    |
| Versenyző      | Versenyszám | Idő      | Hely.    | Össz.    | Idő         | Hely.       | Össz.       | Idő      | Hely.    | Össz.    | Idő     | Helyezés |
| -------------- | ----------- | -------- | -------- | -------- | ----------- | ----------- | ----------- | -------- | -------- | -------- | ------- | -------- |
| Gutema Emánuel | 800 m       | 1:53,46  | 1.       | 14.      |             |             |             | 1:51,09  | 5.       | 19.      | kiesett | kiesett  |
| Koroknai Tibor | 400 m gát   | 51,02    | 3.       | 10.      |             |             |             | 50,61    | 4.       | 9.       | kiesett | kiesett  |

Női
| Versenyző              | Versenyszám   | Selejtező | Selejtező | Döntő    | Döntő    |
| Versenyző              | Versenyszám   | Eredmény  | Helyezés  | Eredmény | Helyezés |
| ---------------------- | ------------- | --------- | --------- | -------- | -------- |
| Szabó Barbara          | Magasugrás    | 184 cm    | 9.*       | 180 cm   | 10.*     |
| Márton Anita           | Súlylökés     | 17,45 m   | 6.        | 17,92 m  | 4.       |
| Ozorai Jenny Zsuzsanna | Kalapácsvetés |           |           | 58,04 m  | 13.      |

| Versenyző                | Versenyszám | 100 m gát | 100 m gát | Magasugrás | Magasugrás | Súlylökés | Súlylökés | 200 m | 200 m | Távolugrás | Távolugrás | Gerelyhajítás | Gerelyhajítás | 800 m   | 800 m | Végeredmény | Végeredmény |
| Versenyző                | Versenyszám | Idő       | Pont      | Eredmény   | Pont       | Eredmény  | Pont      | Idő   | Pont  | Eredmény   | Pont       | Eredmény      | Pont          | Idő     | Pont  | Pont        | Helyezés    |
| ------------------------ | ----------- | --------- | --------- | ---------- | ---------- | --------- | --------- | ----- | ----- | ---------- | ---------- | ------------- | ------------- | ------- | ----- | ----------- | ----------- |
| Zsivoczky-Farkas Györgyi | Hétpróba    | 13,97     | 983       | 183 cm     | 1016       | 13,60 m   | 767       | 25,43 | 848   | 632 cm     | 949        | 49,23 m       | 845           | 2:17,26 | 861   | 6269        |             |

* - egy másik versenyzővel azonos eredményt ért el
Versenyzők adatai:
| Név                      | Születési idő     | Születési hely | Egyesület                          | Felsőoktatási tanintézet                |
| Gutema Emánuel           | 1986. március 9.  | Debrecen       | Debreceni Sportcentrum-Sportiskola | Debreceni Egyetem, általános orvos      |
| Koroknai Tibor           | 1990. január 24.  | Debrecen       | Debreceni Sportcentrum-Sportiskola | Nebraska–Lincoln Egyetem, mérnök        |
| Márton Anita             | 1989. január 15.  | Szeged         | Titán TC Szeged                    | Szegedi Tudományegyetem, gyógypedagógus |
| Ozorai Jenny Zsuzsanna   | 1990. december 3. | Ajka           | Szombathelyi Dobó SE               | University of Southern California       |
| Szabó Beáta              | 1990. február 17. | Budapest       | –                                  | Western State Colorado University       |
| Zsivoczky-Farkas Györgyi | 1985. február 13. | Budapest       | Budapesti Honvéd Sportegyesület    | Semmelweis Egyetem, TSK, szkedző        |

### Birkózás

#### Férfi
Kötöttfogású
| Versenyző                | Versenyszám | Selejtező                      | Nyolcaddöntő                | Negyeddöntő                | Elődöntő                 | Vigaszág első kör      | Vigaszág elődöntő              | Bronz- mérkőzés          | Döntő             | Helyezés |
| Versenyző                | Versenyszám | Ellenfél Eredmény              | Ellenfél Eredmény           | Ellenfél Eredmény          | Ellenfél Eredmény        | Ellenfél Eredmény      | Ellenfél Eredmény              | Ellenfél Eredmény        | Ellenfél Eredmény | Helyezés |
| ------------------------ | ----------- | ------------------------------ | --------------------------- | -------------------------- | ------------------------ | ---------------------- | ------------------------------ | ------------------------ | ----------------- | -------- |
| Jäger Krisztián          | 66 kg       | Vladimirosz Matiasz (GRE) 4-1  | Otoizumi Hidejuki (JPN) 0-5 | kiesett                    | kiesett                  |                        |                                |                          |                   | 12.      |
| Szabó László             | 74 kg       | Osman Köse (TUR) 0-4           | kiesett                     | kiesett                    | kiesett                  |                        |                                |                          |                   | 20.      |
| Antunovics László Attila | 84 kg       | Alo Toom (ARM) 1-3             | Makszim Manukján (EST) 3-1  |                            |                          | Bastian Kurz (GER) 5-0 | Nurszultan Turszinov (KAZ) 0-4 | kiesett                  |                   | 8.       |
| Rizmajer György          | 96 kg       | Alin Alexuc-Ciurariu (ROM) 0-3 | kiesett                     | kiesett                    | kiesett                  |                        |                                |                          |                   | 16.      |
| Lám Bálint               | 120 kg      | nem indul                      | Marjus Grygalis (LTU) 4-0   | Abász Abdullajev (AZE) 3-0 | Amir Aliakbari (IRI) 0-4 |                        |                                | Tyrell Fortune (USA) 3-1 |                   |          |

Szabadfogású
| Versenyző             | Versenyszám | Selejtező                   | Nyolcaddöntő                     | Negyeddöntő                     | Elődöntő          | Vigaszág első kör | Vigaszág elődöntő | Bronz- mérkőzés   | Döntő             | Helyezés |
| Versenyző             | Versenyszám | Ellenfél Eredmény           | Ellenfél Eredmény                | Ellenfél Eredmény               | Ellenfél Eredmény | Ellenfél Eredmény | Ellenfél Eredmény | Ellenfél Eredmény | Ellenfél Eredmény | Helyezés |
| --------------------- | ----------- | --------------------------- | -------------------------------- | ------------------------------- | ----------------- | ----------------- | ----------------- | ----------------- | ----------------- | -------- |
| Gulyás Zsombor István | 74 kg       | nem indul                   | Rosztiszlav Privascsuk (UKR) 1-3 | kiesett                         | kiesett           |                   |                   |                   |                   | 16.      |
| Veréb István          | 84 kg       | Revazi Ivanisvili (GEO) 3-1 | Usukhbaatar Purvee (MGL) 4-1     | Alekszandr Gosztyijev (AZE) 0-4 | kiesett           |                   |                   |                   |                   | 7.       |
| Tóth Rafael           | 96 kg       | nem indul                   | Micah Burak (USA) 1-3            | kiesett                         | kiesett           |                   |                   |                   |                   | 12.      |
| Csercsics Richárd     | 120 kg      | nem indul                   | Alan Hugajev (RUS) 0-4           | kiesett                         | kiesett           |                   |                   |                   |                   | 15.      |

#### Női
Szabadfogású
| Versenyző        | Versenyszám | Selejtező                    | Nyolcaddöntő                   | Negyeddöntő             | Elődöntő          | Vigaszág első kör | Vigaszág elődöntő | Bronz- mérkőzés     | Döntő             | Helyezés |
| Versenyző        | Versenyszám | Ellenfél Eredmény            | Ellenfél Eredmény              | Ellenfél Eredmény       | Ellenfél Eredmény | Ellenfél Eredmény | Ellenfél Eredmény | Ellenfél Eredmény   | Ellenfél Eredmény | Helyezés |
| ---------------- | ----------- | ---------------------------- | ------------------------------ | ----------------------- | ----------------- | ----------------- | ----------------- | ------------------- | ----------------- | -------- |
| Barka Emese      | 59 kg       | Tetjana Omelcsenko (UKR) 3-1 | Szo-lang Töcsi (CHN) 3-1       | Allison Ragan (USA) 1-3 |                   |                   |                   | Ito Ajaka (JPN) 3-1 |                   |          |
| Sleisz Gabriella | 63 kg       | Paulina Grabowska (POL) 3-1  | Jekaterina Larionova (KAZ) 0-5 | kiesett                 | kiesett           |                   |                   |                     |                   | 8.       |

Versenyzők adatai:
| Név                      | Születési idő      | Születési hely | Egyesület                  | Felsőoktatási tanintézet                |
| Antunovics László Attila | 1988. december 27. | Budapest       | Érd Spartacus SC           | BGF, Kereskedelmi Kar                   |
| Csercsics Richárd        | 1991. március 6.   | Szombathely    | Haladás VSE                | Semmelweis Egyetem, TSK, sportmenedzser |
| Gulyás Zsombor István    | 1992. november 25. | Budapest       | Csepeli BC-TFSE            | Semmelweis Egyetem, TSK                 |
| Jäger Krisztián          | 1987. december 28. | Budapest       | Dorogi Nehézatlétikai Club | BME                                     |
| Lám Bálint               | 1992. május 14.    | Budapest       | BVSC                       | Óbudai Egyetem                          |
| Rizmajer György          | 1991. január 13.   | Budapest       | BVSC                       | Szent István Egyetem                    |
| Szabó László             | 1991. június 21.   | Budapest       | Vasas SC                   | BKF, KMK                                |
| Tóth Rafael              | 1991. június 12.   | Budapest       | FTC                        | BGF, Külkereskedelmi Kar                |
| Veréb István             | 1987. október 8.   | Szombathely    | Haladás VSE                | BGF, Külkereskedelmi Kar                |
| Barka Emese              | 1989. november 4.  | Budapest       | Vasas SC                   | Semmelweis Egyetem, TSK, sportvezető    |
| Sleisz Gabriella         | 1990. augusztus 1. | Budapest       | Mogyoródi KSK              | Semmelweis Egyetem, GTK, GVAM           |

### Cselgáncs
Férfi
| Versenyző                                                                                     | Verseny- szám      | Selejtező         | 32-es főtábla                        | Nyolcad- döntő                     | Negyed- döntő                    | Elődöntő                          | Vigaszág első kör                  | Vigaszág negyeddöntő             | Vigaszág elődöntő | Bronz- mérkőzés              | Döntő                    | Helye- zés |
| Versenyző                                                                                     | Verseny- szám      | Ellenfél Eredmény | Ellenfél Eredmény                    | Ellenfél Eredmény                  | Ellenfél Eredmény                | Ellenfél Eredmény                 | Ellenfél Eredmény                  | Ellenfél Eredmény                | Ellenfél Eredmény | Ellenfél Eredmény            | Ellenfél Eredmény        | Helye- zés |
| --------------------------------------------------------------------------------------------- | ------------------ | ----------------- | ------------------------------------ | ---------------------------------- | -------------------------------- | --------------------------------- | ---------------------------------- | -------------------------------- | ----------------- | ---------------------------- | ------------------------ | ---------- |
| Majer Tibor                                                                                   | Légsúly            |                   | Janiszlav Gercsev (BUL) 000-101      | kiesett                            | kiesett                          | kiesett                           |                                    |                                  |                   |                              |                          | 17.        |
| Zámbori Bence                                                                                 | Harmatsúly         |                   | Ian Sancho Chinchilla (CRC) 102-000H | Jakub Samilov (RUS) 0002-0033      |                                  |                                   |                                    | Bakdaulet Szabitov (KAZ) 000-100 | kiesett           | kiesett                      |                          | 9.         |
| Ungvári Attila                                                                                | Könnyűsúly         |                   | Pavel Cuevas (CHI) 100-0002          | Dulguun Davaasuren (MGL) 0113-0003 | Martin Zagorov (SVK) 100-0002    | Vang Gicshun (KOR) 0002-100       |                                    |                                  |                   | Nisijama Juki (JPN) 000-1022 |                          | 5.         |
| Csoknyai László                                                                               | Váltósúly          |                   | Andranik Csaparjan (ARM) 100-0001    | Miroljub Ivezics (SRB) 1012-0001   | Giovanni Carollo (ITA) 1001-0002 | Jahijo Imamov (UZB) 000H-100      |                                    |                                  |                   | Li Szeungszu (KOR) 1001-000H |                          |            |
| Vér Gábor                                                                                     | Középsúly          |                   | Fabio Miranda (ITA) 001-1021         | kiesett                            | kiesett                          | kiesett                           |                                    |                                  |                   |                              |                          | 17.        |
| Cirjenics Miklós                                                                              | Félnehézsúly       |                   | Marius Labalaukis (LTU) 1001-001     | Clement Delvert (FRA) 0002-110     | kiesett                          | kiesett                           |                                    |                                  |                   |                              |                          | 9.         |
| Bor Barna                                                                                     | Nehézsúly          |                   | Rahat Garlyyev (TKM) 100-0001        | Enkhtur Enkhjargal (MGL) 100-0001  | Assem Elsayed (EGY) 100-0001     | Iurii Krakovetskij (KGZ) 100-0001 |                                    |                                  |                   |                              | Cso Guam (KOR) 0001-0002 |            |
| Bor Barna                                                                                     | Abszolút kategória |                   | Iurii Krakovetskij (KGZ) 100-0003    | Kim Szungmin (KOR) 0001-0013       |                                  |                                   | Zilvinas Zabarskas (LTU) 1013-000H | David Silva (BRA) 000-1001       | kiesett           | kiesett                      |                          | 7.         |
| Bor Barna Cirjenics Miklós Csoknyai László Majer Tibor Ungvári Attila Vér Gábor Zámbori Bence | Csapat             |                   | nem indul                            | Csehország (CZE) 4-1               | Dél-Korea (KOR) 1-4              |                                   |                                    | Kirgizisztán (KGZ) 5-0           |                   | Lengyel- ország (POL) 3-2    |                          |            |

Női
| Versenyző        | Verseny- szám | Selejtező         | 32-es főtábla                  | Nyolcad- döntő                      | Negyed- döntő                | Elődöntő                   | Vigaszág első kör | Vigaszág negyeddöntő        | Vigaszág elődöntő | Bronz- mérkőzés   | Döntő                           | Helye- zés |
| Versenyző        | Verseny- szám | Ellenfél Eredmény | Ellenfél Eredmény              | Ellenfél Eredmény                   | Ellenfél Eredmény            | Ellenfél Eredmény          | Ellenfél Eredmény | Ellenfél Eredmény           | Ellenfél Eredmény | Ellenfél Eredmény | Ellenfél Eredmény               | Helye- zés |
| ---------------- | ------------- | ----------------- | ------------------------------ | ----------------------------------- | ---------------------------- | -------------------------- | ----------------- | --------------------------- | ----------------- | ----------------- | ------------------------------- | ---------- |
| Baczkó Bernadett | Váltósúly     |                   | Meerim Momunova (KGZ) 110-0001 | Szano Kajoko (JPN) 0002-1013        |                              |                            |                   | Ana Cachola (POR) 0001-0013 | kiesett           | kiesett           |                                 | 9.         |
| Joó Abigél       | Félnehézsúly  |                   |                                | Panagiota Limperopulo (GRE) 100-000 | Pak Dzsongvun (KOR) 100-000H | Umeki Mami (JPN) 0023-0001 |                   |                             |                   |                   | Madeleine Malonga (FRA) 100-000 |            |

Versenyzők adatai:
| Név              | Születési idő       | Születési hely | Egyesület    | Felsőoktatási tanintézet                               |
| Bor Barna        | 1986. december 12.  | Kerepestarcsa  | Atomerőmű SE | Pécsi Tudományegyetem, testnevelő                      |
| Cirjenics Miklós | 1990. augusztus 11. | Pécs           | BHSE         | NKE, védelmi igazgatás                                 |
| Csoknyai László  | 1987. október 25.   | Dunaújváros    | Atomerőmű SE | Semmelweis Egyetem                                     |
| Majer Tibor      | 1990. április 17.   | Cegléd         | CVSE-Közgép  | Szent István Egyetem, építészmérnök                    |
| Ungvári Attila   | 1988. október 25.   | Cegléd         | CVSE-Közgép  | Semmelweis Egyetem, testnevelő edző                    |
| Vér Gábor        | 1992. február 20.   | Budapest       | BHSE         | Semmelweis Egyetem, TSK, BSc levelező, testnevelő edző |
| Zámbori Bence    | 1989. március 8.    | Budapest       | BHSE         | Budapesti Gazdasági Főiskola, számvitel                |
| Baczkó Bernadett | 1986. január 8.     | Budapest       | KSI SE       | Semmelweis Egyetem, testnevelő edző                    |
| Joó Abigél       | 1990. augusztus 6.  | Budapest       | KSI SE       | Szent István Egyetem, építészmérnök                    |

### Evezés
Férfi
| Versenyző                                              | Versenyszám                          | Előfutam | Előfutam | Vigaszág | Vigaszág | Elődöntő | Elődöntő | Elődöntő | Döntő | Döntő   | Döntő | Helyezés |
| Versenyző                                              | Versenyszám                          | Idő      | Hely.    | Idő      | Hely.    | Típus    | Idő      | Hely.    | Típus | Idő     | Hely. | Helyezés |
| ------------------------------------------------------ | ------------------------------------ | -------- | -------- | -------- | -------- | -------- | -------- | -------- | ----- | ------- | ----- | -------- |
| Elekes Szilveszter                                     | Egypárevezős                         | 7:46,07  | 9.       | 8:24,09  | 8.       |          |          |          | C     | 7:28,32 | 1.    | 13.      |
| Csepregi Gábor                                         | Könnyűsúlyú egypárevezős             | 7:28,98  | 4.       |          |          | A/B      | 7:28,86  | 4.       | A     | 7:32,62 | 3.    |          |
| Papp Gergely Márton Pétervári-Molnár Bendegúz Pál      | Kétpárevezős                         | 6:43,22  | 5.       |          |          |          |          |          | A     | 6:56,66 | 6.    | 6.       |
| Lovass Márk Géza Porubszky Norbert                     | Kormányos nélküli kettes             | 7:29,54  | 8.       | HMU**    | 8.       |          |          |          | B     | 7:16,25 | 2.    | 8.       |
| Bártfai Péter Krpesics Péter Novák Edvin Vallyon Bence | Könnyűsúlyú kormányos nélküli négyes | 6:29,96  | 7.       | 7:17,53  | 4.       |          |          |          | B     | 6:26,03 | 1.    | 7.       |

** A hajómérlegelés után diszkvalifikálva.
Női
| Versenyző                    | Versenyszám  | Előfutam | Előfutam | Vigaszág | Vigaszág | Elődöntő | Elődöntő | Elődöntő | Döntő | Döntő   | Döntő | Helyezés |
| Versenyző                    | Versenyszám  | Idő      | Hely.    | Idő      | Hely.    | Típus    | Idő      | Hely.    | Típus | Idő     | Hely. | Helyezés |
| ---------------------------- | ------------ | -------- | -------- | -------- | -------- | -------- | -------- | -------- | ----- | ------- | ----- | -------- |
| Dohovics Virág Gláser Rebeka | Kétpárevezős | 7:47,49  | 12.      |          |          | A/B      | 8:10,80  | 12.      | B     | 7:52,92 | 12.   | 12.      |

Versenyzők adatai:
| Név                           | Születési idő        | Születési hely  | Egyesület                            | Felsőoktatási tanintézet                           |
| Bártfai Péter                 | 1991. április 12.    | Győr            | Győri Vízügy-Spartacus Evezős Klub   | Széchenyi István Egyetem, mérnök-informatika       |
| Csepregi Gábor                | 1987. november 18.   | Budapest        | Danubius Nemzeti Hajós Egylet        | NKE, Közgazdasági Kar                              |
| Elekes Szilveszter Krisztián  | 1991. augusztus 5.   | Budapest        | Budapesti Evezős Egyesület           | Edutus Főiskola, turizmus-vendéglátás              |
| Krpesics Péter                | 1990. szeptember 25. | Budapest        | Csepel Evezős Klub                   | BKF, KMK                                           |
| Lovass Márk Géza              | 1990. július 26.     | Győr            | Győri Vízügy-Spartacus Evezős Klub   | Széchenyi István Egyetem, gépészmérnök             |
| Novák Edvin                   | 1992. január 9.      | Szolnok         | Tisza Evezős Egylet                  | Szolnoki Főiskola, turizmus-vendéglátás            |
| Papp Gergely Márton           | 1993. október 15.    | Budapest        | Budapesti Evezős Egyesület           | ELTE-ÁJTK, jogász                                  |
| Pétervári-Molnár Bendegúz Pál | 1993. március 14.    | Budapest        | Budapesti Evezős Egyesület           | Budapesti Corvinus Egyetem, kereskedelem-marketing |
| Porubszky Norbert             | 1990. október 30.    | Győr            | Győri Vízügy-Spartacus Evezős Klub   | Széchenyi István Egyetem, közlekedésmérnök         |
| Vallyon Bence                 | 1992. május 13.      | Szolnok         | Tisza Evezős Egylet                  | Szolnoki Főiskola, kereskedelem-marketing          |
| Dohovics Virág                | 1993. január 15.     | Mosonmagyaróvár | Győri Vízügy-Spartacus Evezős Klub   | Széchenyi István Egyetem, gazdaság informatika     |
| Gláser Rebeka                 | 1993. június 23.     | Mosonmagyaróvár | Mosonmagyaróvári Vízisport Egyesület | Semmelweis Egyetem, testnevelő edző                |

Nem indult
- Gyimes Rebeka

### Kajak-kenu
Férfi
| Versenyző                                                 | Versenyszám         | Előfutam | Előfutam | Előfutam  | Elődöntő  | Elődöntő  | Elődöntő  | Döntő       | Döntő                |
| Versenyző                                                 | Versenyszám         | Idő      | Hely.    | Össz.     | Idő       | Hely.     | Össz.     | Idő         | Helyezés             |
| --------------------------------------------------------- | ------------------- | -------- | -------- | --------- | --------- | --------- | --------- | ----------- | -------------------- |
| Ballér Tamás                                              | Kenu egyes 200 m    | 46,028   | 5.       | 9.        | 44,940    | 2.        | 2.        | 43,549      | 8.                   |
| Ballér Tamás                                              | Kenu egyes 500 m    | 2:09,717 | 2.       | 9.        | 2:02,236  | 4.        | 9.        | kiesett     | kiesett              |
| Kiss Tamás                                                | Kenu egyes 1000 m   | 4:09,556 | 1.       | 1.        | nem indul | nem indul | nem indul | 4:10,837    |                      |
| Kerék László                                              | Kajak egyes 200 m   | 39,121   | 5.       | 14.       | 39,648    | 5.        | 12.       | kiesett     | kiesett              |
| Kerék László                                              | Kajak kettes 200 m  | 35,240   | 4.       | 9.        | 35,885    | 3.        | 3.        | 34,754      | 8.                   |
| Fülöp Ákos                                                | Kajak kettes 200 m  | 35,240   | 4.       | 9.        | 35,885    | 3.        | 3.        | 34,754      | 8.                   |
| Kajak négyes 200 m                                        | 35,531              | 4.       | 7.       | 33,085    | 1.        | 1.        | 32,026    | 6.          |                      |
| Kajak négyes 200 m                                        | 35,531              | 4.       | 7.       | 33,085    | 1.        | 1.        | 32,026    | 6.          | Csongor Dániel       |
| Kajak négyes 200 m                                        | 35,531              | 4.       | 7.       | 33,085    | 1.        | 1.        | 32,026    | 6.          | Rappaport Márk Tamás |
| Kajak négyes 200 m                                        | 35,531              | 4.       | 7.       | 33,085    | 1.        | 1.        | 32,026    | 6.          | Fodróczi Vilmos      |
| Kajak négyes 500 m                                        | 1:29,195            | 3.       | 4.       | nem indul | nem indul | nem indul | 1:27,527  | 5.          |                      |
| Kajak négyes 500 m                                        | 1:29,195            | 3.       | 4.       | nem indul | nem indul | nem indul | 1:27,527  | 5.          | Csontos Csaba        |
| Kajak négyes 500 m                                        | 1:29,195            | 3.       | 4.       | nem indul | nem indul | nem indul | 1:27,527  | 5.          | Gacsal Ákos          |
| Kajak négyes 500 m                                        | 1:29,195            | 3.       | 4.       | nem indul | nem indul | nem indul | 1:27,527  | 5.          | Varga Buda           |
| Varga Buda                                                | Kajak egyes 500 m   | 1:53,699 | 3.       | 7.        | 1:45,216  | 3.        | 6.        | 1:53,517    | 9.                   |
| Petrovics Máté Császár Gergely                            | Kajak kettes 1000 m | 3:27,655 | 3.       | 3.        | nem indul | nem indul | nem indul | 3:31,559    |                      |
| Kovács László Schenk Áron                                 | Kajak kettes 500 m  | 1:41,344 | 3.       | 6.        | nem indul | nem indul | nem indul | 1:38,363    | 6.                   |
| Császár Gergely Kovács László Schenk Áron Tóth Attila Tas | Kajak négyes 1000 m | 3:09,275 | 1.       | 4.        | nem indul | nem indul | nem indul | 3:12,183*** |                      |

*** Fehéroroszország csapatával azonos eredményt értek el.
Női
| Versenyző                                            | Versenyszám        | Előfutam | Előfutam | Előfutam | Elődöntő  | Elődöntő  | Elődöntő  | Döntő    | Döntő    |
| Versenyző                                            | Versenyszám        | Idő      | Hely.    | Össz.    | Idő       | Hely.     | Össz.     | Idő      | Helyezés |
| ---------------------------------------------------- | ------------------ | -------- | -------- | -------- | --------- | --------- | --------- | -------- | -------- |
| Szabó Petra                                          | Kajak egyes 200 m  | 44,806   | 2.       | 6.       | nem indul | nem indul | nem indul | 43,47    | 6.       |
| Kiszli Vanda                                         | Kajak egyes 500 m  | 2:12,507 | 5.       | 11.      | 2:09,630  | 2.        | 2.        | 2:05,251 | 8.       |
| Szabó Petra Szilvásy Nóra                            | Kajak kettes 200 m | 41,361   | 3.       | 5.       | nem indul | nem indul | nem indul | 38,966   | 5        |
| Szabó Petra Szilvásy Nóra                            | Kajak kettes 500 m | 1:51,107 | 1.       | 1.       | nem indul | nem indul | nem indul | 1:49,399 | 4.       |
| Csernák Edina Kiszli Vanda Szabó Petra Szilvásy Nóra | Kajak négyes 200 m |          |          |          |           |           |           | 37,417   | 6.       |
| Csernák Edina Kiszli Vanda Szabó Petra Szilvásy Nóra | Kajak négyes 500 m |          |          |          |           |           |           | 1:44,655 | 6.       |

Versenyzők adatai:
| Név                  | Születési idő        | Születési hely  | Egyesület                    | Felsőoktatási tanintézet                        |
| Ballér Tamás         | 1983. január 8.      | Szeged          | Csepeli Kajak-Kenu Egyesület | Széchenyi István Egyetem, állatorvos            |
| Császár Gergely      | 1991. december 3.    | Szeged          | EDF Démász Szeged            | Szegedi Tudományegyetem                         |
| Csongor Dániel       | 1991. április 3.     | Budapest        | Lágymányosi Spartacus        | BME, ÉÖK                                        |
| Csontos Csaba Péter  | 1993. május 7.       | Budapest        | G4S Honvéd                   | ELTE, földrajz                                  |
| Fodróczi Vilmos      | 1991. július 21.     | Pécs            | Pécsi Kajak-Kenu Club        | Pécsi Tudományegyetem, TTK, hulladékgazdálkodás |
| Fülöp Ákos Győző     | 1990. április 15.    | Budapest        | Bomba AVSE                   | Semmelweis Egyetem, TSK, rekreáció              |
| Gacsal Ákos          | 1994. január 19.     | Komárom         | G4S Honvéd                   | Budapesti Kommunikációs Főiskola, turizmus      |
| Kerék László         | 1987. június 25.     | Budapest        | Bomba AVSE                   | Szent István Egyetem                            |
| Kiss Tamás           | 1987. május 9.       | Ajka            | Csepeli Kajak-Kenu Egyesület | Óbudai Egyetem, műszaki menedzser               |
| Kovács László        | 1990. március 20.    | Kecskemét       | Körös Kajak SE               | Szegedi Tudományegyetem                         |
| Petrovics Máté       | 1987. január 23.     | Szeged          | Szeged Vízisport Egyesület   | Szent István Egyetem, létesítmény mérnök        |
| Rappaport Márk Tamás | 1991. november 8.    | Budapest        | Lágymányosi Spartacus        | Széchenyi István Egyetem                        |
| Schenk Áron          | 1985. szeptember 5.  | Vác             | Vasas                        | Óbudai Egyetem, könnyűipari mérnök              |
| Tóth Attila Tas      | 1993. március 22.    | Szeged          | EDF Démász Szeged            | Szegedi Tudományegyetem, politológia            |
| Varga Buda           | 1991. március 14.    | Budapest        | Lágymányosi Spartacus        | Budapesti Corvinus Egyetem                      |
| Csernák Edina        | 1989. december 30.   | Budapest        | Váci Vasutas SE              | Semmelweis Egyetem, TTK, rekreáció              |
| Kiszli Vanda         | 1993. december 27.   | Szekszárd       | Atomerőmű SE                 | Szegedi Tudományegyetem, testnevelő-edző        |
| Szabó Petra          | 1990. szeptember 20. | Szolnok         | Mezőgép SE Szolnok           | Szolnoki Főiskola, nemzetközi gazdálkodás       |
| Szilvásy Nóra        | 1988. december 31.   | Mosonmagyaróvár | Mezőgép SE Szolnok           | BME                                             |

### Kosárlabda
Versenyzők adatai:
| Név                | Születési idő       | Születési hely | Egyesület                       | Felsőoktatási tanintézet                           |
| Adamecz Lilla      | 1992. március 26.   | Szolnok        | BSE                             | BGF, PSZK, számvitel                               |
| Ambrus Szandra     | 1989. március 1.    | Zalaegerszeg   | Zala Volán NKK                  | BGF                                                |
| Baksa Bettina      | 1992. augusztus 19. | Cegléd         | CEKK                            | Budapesti Corvinus Egyetem, gazdaság-menedzsment   |
| Bálint Réka        | 1991. március 6.    | Szekszárd      | Work Force DVTK Miskolc         | Pécsi Tudományegyetem, turizmus-vendéglátás        |
| Kobolák Cintia     | 1991. szeptember 2. | Miskolc        | CEKK                            | Szolnoki Főiskola, turizmus-vendéglátás            |
| Krivacevic Tijana  | 1990. április 8.    | Újvidék        | Good Angels Kosice              | Budapesti Gazdasági Főiskola, turizmus-vendéglátás |
| Mansare Anna Manty | 1992. január 8.     | Budapest       | Vasas                           | ELTE, matematika                                   |
| Mányoki Judit      | 1992. március 6.    | Budapest       | Vasas                           | Semmelweis Egyetem, sportszervező                  |
| Őri Györgyi        | 1990. november 7.   | Szombathely    | HAT–AGRO UNI Győr               | Nyugat-Magyarországi Egyetem, rekreáció            |
| Varga Zsófia       | 1989. január 15.    | Ajka           | Zala Volán NKK                  | Pannon Egyetem, turizmus-vendéglátás               |
| Velkey Krisztina   | 1992. augusztus 1.  | Budapest       | Misti Cussen                    | Oral Roberts University                            |
| Zele Dorina        | 1992. február 13.   | Szolnok        | Kosárlabda Sport Club Szekszárd | Pécsi Tudományegyetem, sportszervező               |

### Ökölvívás
Férfi
| Versenyző   | Versenyszám | Selejtező         | Nyolcaddöntő             | Negyeddöntő       | Elődöntő          | Döntő             | Helyezés |
| Versenyző   | Versenyszám | Ellenfél Eredmény | Ellenfél Eredmény        | Ellenfél Eredmény | Ellenfél Eredmény | Ellenfél Eredmény | Helyezés |
| ----------- | ----------- | ----------------- | ------------------------ | ----------------- | ----------------- | ----------------- | -------- |
| Tóth László | Középsúly   |                   | Jaba Kositasvili GEO 0-3 | kiesett           | kiesett           | kiesett           | kiesett  |

Versenyző adatai:
| Név         | Születési idő   | Születési hely | Egyesület           | Felsőoktatási tanintézet                    |
| Tóth László | 1992. július 6. | Berettyóújfalu | Egri Sportiskola SE | Eszterházy Károly Főiskola, testnevelő-edző |

### Ritmikus sportgimnasztika
| Versenyző     | Ver- seny- szám | Selejtező | Selejtező | Selejtező | Selejtező | Selejtező | Selejtező | Selejtező | Selejtező | Selejtező | Selejtező | Döntő  | Döntő  | Döntő  | Döntő | Döntő    | Döntő    | Döntő  | Döntő  | Döntő    | Döntő    | Helye- zés |
| Versenyző     | Ver- seny- szám | Karika    | Karika    | Labda     | Labda     | Buzogány  | Buzogány  | Szalag    | Szalag    | Összesen  | Összesen  | Karika | Karika | Labda  | Labda | Buzogány | Buzogány | Szalag | Szalag | Összesen | Összesen | Helye- zés |
| Versenyző     | Ver- seny- szám | Pont      | Hely.     | Pont      | Hely.     | Pont      | Hely.     | Pont      | Hely.     | Pont      | Hely.     | Pont   | Hely.  | Pont   | Hely. | Pont     | Hely.    | Pont   | Hely.  | Pont     | Hely.    | Helye- zés |
| ------------- | --------------- | --------- | --------- | --------- | --------- | --------- | --------- | --------- | --------- | --------- | --------- | ------ | ------ | ------ | ----- | -------- | -------- | ------ | ------ | -------- | -------- | ---------- |
| Soós Viktória | Egyéni          |           |           |           |           |           |           |           |           |           |           | 12,950 | 30.    | 12,166 | 32.   | 11,300   | 30.      | 12,666 | 28.    | 49,082   | 30.      | 30.        |

Versenyző adatai:
| Név           | Születési idő   | Születési hely | Egyesület | Felsőoktatási tanintézet         |
| Soós Viktória | 1990. május 29. | Budapest       | Limes SE  | Budapesti Kommunikációs Főiskola |

### Sakk
Női
| Versenyző    | Verseny- szám | 1. forduló                       | 2. forduló                          | 3. forduló                          | 4. forduló                    | 5. forduló                | 6. forduló                   | 7. forduló                   | 8. forduló                       | 9. forduló                | Végeredmény | Végeredmény |
| Versenyző    | Verseny- szám | Ellenfél Eredmény                | Ellenfél Eredmény                   | Ellenfél Eredmény                   | Ellenfél Eredmény             | Ellenfél Eredmény         | Ellenfél Eredmény            | Ellenfél Eredmény            | Ellenfél Eredmény                | Ellenfél Eredmény         | Pont        | Helyezés    |
| ------------ | ------------- | -------------------------------- | ----------------------------------- | ----------------------------------- | ----------------------------- | ------------------------- | ---------------------------- | ---------------------------- | -------------------------------- | ------------------------- | ----------- | ----------- |
| Dudás Eszter | egyéni        | Gorata Brandy Leso (BOT) 1-0 (♘) | Anasztaszija Bodnaruk (RUS) 0-1 (♘) | Mădălina-Maria Anușca (ROM) 1-0 (♘) | Narmin Halafova (AZE) 0-1 (♞) | Yemi Jelsen (INA) 1-0 (♘) | Bahar Hallaeva (TKM) 0-1 (♞) | Ton Nu Hong An (VIE) 0-1 (♞) | Mary Israel Palero (PHI) 1-0 (♞) | Khaled Mona (EGY) 1-0 (♘) | 5           | 30.         |

Versenyző adatai:
| Név          | Születési idő     | Születési hely | Egyesület    | Felsőoktatási tanintézet   |
| Dudás Eszter | 1991. március 21. | Székesfehérvár | Atomerőmű SE | Budapesti Corvinus Egyetem |

### Sportlövészet
Férfi
| Versenyző      | Versenyszám | Selejtező | Selejtező | Döntő   | Döntő    |
| Versenyző      | Versenyszám | Pont      | Helyezés  | Pont    | Helyezés |
| -------------- | ----------- | --------- | --------- | ------- | -------- |
| Szollár András | Trap        | 112       | 10.       | kiesett | kiesett  |
| Szollár András | Dupla trap  | 130       | 16.       | kiesett | kiesett  |

Női
| Versenyző     | Versenyszám           | Selejtező | Selejtező | Döntő   | Döntő    |
| Versenyző     | Versenyszám           | Pont      | Helyezés  | Pont    | Helyezés |
| ------------- | --------------------- | --------- | --------- | ------- | -------- |
| Nemes Adrienn | Légpisztoly           | 381       | 4.        | 157,7   | 4.       |
| Nemes Adrienn | Sportpisztoly         | 572       | 10.       | kiesett | kiesett  |
| Szijj Katinka | Légpuska              | 404,3     | 50.       | kiesett | kiesett  |
| Szijj Katinka | Sportpuska, összetett | 556       | 47.       | kiesett | kiesett  |
| Szijj Katinka | Sportpuska, fekvő     |           |           | 567     | 56.      |

Versenyzők adatai:
| Név            | Születési idő      | Születési hely | Egyesület                   | Felsőoktatási tanintézet                  |
| Szollár András | 1988. december 31. | Siófok         | Balatonfűzfői Lövész Egylet | Pannon Egyetem, vezetés és szervezés      |
| Nemes Adrienn  | 1991. december 30. | Budapest       | KSI SE                      | ELTE, történelem                          |
| Szijj Katinka  | 1993. február 25.  | Komárom        | Komárom Városi SE           | Széchenyi István Egyetem, környezetmérnök |

### Súlyemelés
Férfi
| Versenyző  | Versenyszám | Szakítás | Szakítás | Lökés    | Lökés    | Összesen | Helyezés |
| Versenyző  | Versenyszám | Eredmény | Helyezés | Eredmény | Helyezés | Összesen | Helyezés |
| ---------- | ----------- | -------- | -------- | -------- | -------- | -------- | -------- |
| Nagy Péter | 105 kg      | 183      | 5.       | 226      | 4.       | 409      | 4.       |

Versenyző adatai:
| Név        | Születési idő    | Születési hely | Egyesület             | Felsőoktatási tanintézet        |
| Nagy Péter | 1986. január 16. | Komárom        | Szegedi Lelkesedés SE | Szegedi Tudományegyetem, jogász |

### Szertorna
Férfi
| Versenyző                                                           | Versenyszám      | Selejtező | Selejtező | Döntő    | Döntő    |
| Versenyző                                                           | Versenyszám      | Pontszám  | Helyezés  | Pontszám | Helyezés |
| ------------------------------------------------------------------- | ---------------- | --------- | --------- | -------- | -------- |
| Babos Ádám                                                          | Talaj            | 13,650    | 60.       | kiesett  | kiesett  |
| Babos Ádám                                                          | Lólengés         | 14,050    | 34.       | kiesett  | kiesett  |
| Babos Ádám                                                          | Korlát           | 12,100    | 95.       | kiesett  | kiesett  |
| Szabó Nándor                                                        | Talaj            | 13,200    | 73.       | kiesett  | kiesett  |
| Szabó Nándor                                                        | Lólengés         | 13,600    | 46.       | kiesett  | kiesett  |
| Szabó Nándor                                                        | Gyűrű            | 13,750    | 54.       | kiesett  | kiesett  |
| Szabó Nándor                                                        | Ugrás            | 13,000    |           | kiesett  | kiesett  |
| Szabó Nándor                                                        | Korlát           | 13,850    | 51.       | kiesett  | kiesett  |
| Szabó Nándor                                                        | Egyéni összetett | 80,800    | 36.       | kiesett  | kiesett  |
| Tálas Bence                                                         | Talaj            | 13,750    | 528.      | kiesett  | kiesett  |
| Tálas Bence                                                         | Lólengés         | 13,950    | 36.       | kiesett  | kiesett  |
| Tálas Bence                                                         | Gyűrű            | 13,450    | 63.       | kiesett  | kiesett  |
| Tálas Bence                                                         | Ugrás            | 14,250    |           | kiesett  | kiesett  |
| Tálas Bence                                                         | Korlát           | 14,100    | 42.       | kiesett  | kiesett  |
| Tálas Bence                                                         | Egyéni összetett | 83,200    | 26.       | 80,950   | 23.      |
| Vecsernyés Dávid                                                    | Talaj            | 12,300    | 93.       | kiesett  | kiesett  |
| Vecsernyés Dávid                                                    | Lólengés         | 13,550    | 47.       | kiesett  | kiesett  |
| Vecsernyés Dávid                                                    | Gyűrű            | 13,150    | 71.       | kiesett  | kiesett  |
| Vecsernyés Dávid                                                    | Ugrás            | 13,200    |           | kiesett  | kiesett  |
| Vecsernyés Dávid                                                    | Korlát           | 13,050    | 69.       | kiesett  | kiesett  |
| Vecsernyés Dávid                                                    | Nyújtó           | 14,750    | 7.        | 14,650   | 6.       |
| Vecsernyés Dávid                                                    | Egyéni összetett | 80,000    | 41.       | kiesett  | kiesett  |
| Vlacsil Attila                                                      | Gyűrű            | 14,200    | 32.       | kiesett  | kiesett  |
| Vlacsil Attila                                                      | Ugrás            | 14,150    |           | kiesett  | kiesett  |
| Babos Ádám Szabó Nándor Tálas Bence Vecsernyés Dávid Vlacsil Attila | Csapat összetett |           |           | 248,050  | 13.      |

Női
| Versenyző      | Versenyszám      | Selejtező | Selejtező | Döntő    | Döntő    |
| Versenyző      | Versenyszám      | Pontszám  | Helyezés  | Pontszám | Helyezés |
| -------------- | ---------------- | --------- | --------- | -------- | -------- |
| Böczögő Dorina | Ugrás            | 13,100    | 20.       | kiesett  | kiesett  |
| Böczögő Dorina | Felemás korlát   | 12,950    | 16.       | kiesett  | kiesett  |
| Böczögő Dorina | Gerenda          | 13,500    | 13.       | kiesett  | kiesett  |
| Böczögő Dorina | Talaj            | 12,900    | 18.       | kiesett  | kiesett  |
| Böczögő Dorina | Egyéni összetett | 53,150    | 12.       | 52,950   | 9.****   |

**** Azonos eredményt ért el a japán Minobe Júval.
Versenyzők adatai:
| Név              | Születési idő      | Születési hely | Egyesület              | Felsőoktatási tanintézet                    |
| Babos Ádám       | 1992. augusztus 4. | Budapest       | FTC                    | ELTE, sportszervező                         |
| Szabó Nándor     | 1989. augusztus 4. |                | Bercsényi DSE, Győr    | Eszterházy Károly Főiskola, testnevelő-edző |
| Tálas Bence      | 1991. június 7.    | Budapest       | UTE                    | Budapesti Kommunikációs Főiskola            |
| Vecsernyés Dávid | 1991. március 22.  | Budapest       | FTC                    | Semmelweis Egyetem, testnevelő-edző         |
| Vlacsil Attila   | 1991. február 6.   |                | FTC                    |                                             |
| Böczögő Dorina   | 1992. február 15.  | Orosháza       | Torna Club, Békéscsaba | Semmelweis Egyetem, TSK, sportszervező      |

### Szinkronúszás
| Versenyző | Versenyszám | Technikai gyakorlat | Technikai gyakorlat | Döntő            | Döntő            | Végeredmény | Végeredmény |
| Versenyző | Versenyszám | Technikai gyakorlat | Technikai gyakorlat | Szabad gyakorlat | Szabad gyakorlat | Végeredmény | Végeredmény |
| Versenyző | Versenyszám | Pont                | Hely.               | Pont             | Hely.            | Pont        | Hely.       |
| --- | ----------- | ------------------- | ------------------- | ---------------- | ---------------- | ----------- | ----------- |
| Fazekas Eperke Kitti Kiss Júlia | Páros       | 76,800              | 6.                  | 77,290           | 6.               | 154,090     | 6.          |
| Fazekas Eperke Kitti Kiss Júlia Blaskó Lili Edit Koltai Kinga Kovács Zsuzsanna László Réka László Zsófia Tringer Sára Vándor Csilla | Kombináció  |                     |                     | 78,070           | 3.               | 78,070      |             |

Versenyzők adatai:
| Név                  | Születési idő       | Születési hely | Egyesület  | Felsőoktatási tanintézet                          |
| Fazekas Eperke Kitti | 1991. november 8.   | Budapest       | BVSC-Zugló | Semmelweis Egyetem, TSK, sportszervező            |
| Kiss Júlia           | 1989. május 6.      | Budapest       | BVSC-Zugló | Budapesti Corvinus Egyetem, vállalkozásfejlesztés |
| Blaskó Lili Edit     | 1993. május 28.     | Budapest       | BVSC.Zugló | ELTE, BTK                                         |
| Koltai Kinga         | 1993. augusztus 30. | Kaposvár       | BVSC-Zugló | Semmelweis Egyetem, testnevelő-edző               |
| Kovács Zsuzsanna     | 1993. február 21.   | Budapest       | BVSC-Zugló | ELTE, TÁTK                                        |
| László Réka          | 1990. április 7.    | Székesfehérvár | ORKA SE    | ELTE, pszichológia                                |
| László Zsófia        | 1993. május 9.      | Székesfehérvár | ORKA SE    | ELTE, PPK                                         |
| Tringer Sára         | 1993. december 6.   | Budapest       | BVSC-Zugló | Semmelweis Egyetem, testnevelő-edző               |
| Vándor Csilla        | 1992. február 19.   | Székesfehérvár | BVSC-Zugló | Budapesti Kommunikációs Főiskola                  |

### Úszás
Férfi
| Versenyző     | Versenyszám    | Előfutam | Előfutam | Előfutam | Elődöntő | Elődöntő | Elődöntő | Döntő     | Döntő    |
| Versenyző     | Versenyszám    | Idő      | Hely.    | Össz.    | Idő      | Hely.    | Össz.    | Idő       | Helyezés |
| ------------- | -------------- | -------- | -------- | -------- | -------- | -------- | -------- | --------- | -------- |
| Biczó Bence   | 50 m pillangó  | 25,51    | 2.       | 24.      | kiesett  | kiesett  | kiesett  | kiesett   | kiesett  |
| Biczó Bence   | 100 m pillangó | 55,77    | 8.       | 37.      | kiesett  | kiesett  | kiesett  | kiesett   | kiesett  |
| Biczó Bence   | 200 m pillangó | 1:58,43  | 1.       | 1.       | 1:57,83  | 1.       | 1.       | 1:55,32   |          |
| Gercsák Tamás | 200 m pillangó | 2:00,94  | 2.       | 18.      | kiesett  | kiesett  | kiesett  | kiesett   | kiesett  |
| Gercsák Tamás | 100 m pillangó | 54,75    | 2.       | 28.      | kiesett  | kiesett  | kiesett  | kiesett   | kiesett  |
| Gercsák Tamás | 200 m vegyes   | 2:03,95  | 1.       | 15.      | 2:03,66  | 7.       | 12.      | kiesett   | kiesett  |
| Király Bence  | 400 m gyors    | 3:56,34  | 6.       | 16.      |          |          |          | kiesett   | kiesett  |
| Király Bence  | 800 m gyors    | 8:09,43  | 5.       | 13.      |          |          |          | kiesett   | kiesett  |
| Király Bence  | 1500 m gyors   | 15:51,08 | 7.       | 18.      |          |          |          | kiesett   | kiesett  |
| Király Bence  | 10 km maraton  |          |          |          |          |          |          | 2:03:10,5 | 23.      |

Versenyzők adatai:
| Név           | Születési idő     | Születési hely | Egyesület                          | Felsőoktatási tanintézet            |
| Biczó Bence   | 1993. január 19.  | Pécs           | Debreceni Sportcentrum-Sportiskola | Debreceni Egyetem, GVK, sportvezető |
| Gercsák Tamás | 1991. március 25. | Budapest       | A Jövő Sc Veolia                   | The Ohio State University           |
| Király Bence  | 1993. március 25. | Szeged         | Szegedi Úszó Egylet                | The University of Utah              |

### Vívás
Férfi
| Versenyző                                                | Versenyszám       | Csoportkör | 128-as tábla      | Selejtező                          | 32-es főtábla                | Nyolcad- döntő                                                | Negyed- döntő     | Elődöntő          | Döntő             | Helye- zés |
| Versenyző                                                | Versenyszám       | Eredmény   | Ellenfél Eredmény | Ellenfél Eredmény                  | Ellenfél Eredmény            | Ellenfél Eredmény                                             | Ellenfél Eredmény | Ellenfél Eredmény | Ellenfél Eredmény | Helye- zés |
| -------------------------------------------------------- | ----------------- | ---------- | ----------------- | ---------------------------------- | ---------------------------- | ------------------------------------------------------------- | ----------------- | ----------------- | ----------------- | ---------- |
| Budai Dániel                                             | Párbajtőr, egyéni | nem indul  | nem indul         | nem indul                          | nem indul                    | nem indul                                                     | nem indul         | nem indul         | nem indul         | nem indul  |
| File Mátyás                                              | Párbajtőr, egyéni | 17 : 26    | kiesett           | kiesett                            | kiesett                      | kiesett                                                       | kiesett           | kiesett           | kiesett           | kiesett    |
| Hanczvikkel Márk                                         | Párbajtőr, egyéni | 26 : 21    | nem indul         | Robin Kase (SWE) 13-15             | kiesett                      | kiesett                                                       | kiesett           | kiesett           | kiesett           | 47.        |
| Peterdi András                                           | Párbajtőr, egyéni | 18 : 21    | nem indul         | Dmitrij Alekszanyin (KAT) 15-6     | Erik Bergdahl (SWE) 15-14    | Tung Csao (CHN) 11-12                                         | kiesett           | kiesett           | kiesett           | 14.        |
| Gémesi Bence                                             | Kard, egyéni      | 22 : 24    |                   | Vu Csie (CHN) 15-12                | Nyikolaj Kovaljov (RUS) 8-15 | kiesett                                                       | kiesett           | kiesett           | kiesett           | 31.        |
| Hamar Balázs Pál                                         | Kard, egyéni      | 15 : 21    |                   | Renzo Agresta (BRA) 15-7           | Arthur Zatko (FRA) 12-15     | kiesett                                                       | kiesett           | kiesett           | kiesett           | 29.        |
| Valkai Ferenc                                            | Kard, egyéni      | 19 : 20    |                   | Mikheil Mardaleishvili (GEO) 11-15 | kiesett                      | kiesett                                                       | kiesett           | kiesett           | kiesett           | 46.        |
| Budai Dániel File Mátyás Hanczvikkel Márk Peterdi András | Párbajtőr, csapat |            |                   |                                    | nem indul                    | Csen Ja-tung Tung Csao Csiang Csen-jang Li Hua (CHN) 42-45    | kiesett           | kiesett           | kiesett           | 12.        |
| Gémesi Bence Hamar Balázs Pál Valkai Ferenc              | Kard, csapat      |            |                   |                                    | nem indul                    | Teng Hsziao-hao Oujang Hszin-hua Szun Vej Vu Csie (CHN) 38-45 | kiesett           | kiesett           | kiesett           | 10.        |

Női
| Versenyző   | Versenyszám       | Csoportkör | 128-as tábla                       | Selejtező                   | 32-es főtábla     | Nyolcad- döntő    | Negyed- döntő     | Elődöntő          | Döntő             | Helye- zés |
| Versenyző   | Versenyszám       | Eredmény   | Ellenfél Eredmény                  | Ellenfél Eredmény           | Ellenfél Eredmény | Ellenfél Eredmény | Ellenfél Eredmény | Ellenfél Eredmény | Ellenfél Eredmény | Helye- zés |
| ----------- | ----------------- | ---------- | ---------------------------------- | --------------------------- | ----------------- | ----------------- | ----------------- | ----------------- | ----------------- | ---------- |
| Mihály Kata | Párbajtőr, egyéni | 22 : 22    | nem indul                          | Marie Candassamy (FRA) 9-15 | kiesett           | kiesett           | kiesett           | kiesett           | kiesett           | 46.        |
| Zavoda Dóra | Párbajtőr, egyéni | 19: 25     | Alejandra Teran Eligio (MEX) 10-15 | kiesett                     | kiesett           | kiesett           | kiesett           | kiesett           | kiesett           | 67.        |

Versenyzők adatai:
| Név              | Születési idő       | Születési hely | Egyesület                 | Felsőoktatási tanintézet                        |
| Budai Dániel     | 1989. június 9.     | Budapest       | BHSE                      | Budapesti Műszaki és Gazdaságtudományi Egyetem  |
| File Mátyás      | 1991. február 18.   | Veszprém       | SZ-L BAU Balaton Vívóklub | ELTE, matematika                                |
| Hanczvikkel Márk | 1990. január 27.    | Tapolca        | SZ-L BAU Balaton Vívóklub | Óbudai Egyetem, gazdálkodás és menedzsment      |
| Peterdi András   | 1988. március 5.    | Pécs           | PTE-PEAC                  | Pécsi Tudományegyetem, testnevelő-edző          |
| Gémesi Bence     | 1989. október 16.   | Budapest       | GEAC                      | Károli Gáspár Református Egyetem                |
| Hamar Balázs Pál | 1986. április 18.   | Miskolc        | BVSC-Zugló                | Semmelweis Egyetem, TSK, sportmenedzser         |
| Valkai Ferenc    | 1992. június 7.     | Kecskemét      | GEAC                      | Szent István Egyetem, GTK, pénzügy és számvitel |
| Mihály Kata      | 1990. augusztus 18. | Debrecen       | DHSE-PMD                  | Debreceni Egyetem                               |
| Zavoda Dóra      | 1991. április 28.   | Debrecen       | DHSE-PMD                  | Debreceni Egyetem, GVK, turizmus-vendéglátás    |

### Vízilabda

#### Férfi
Deutsch Máté helyett Tóth Márton vett részt végleges csapattagként az Universiadén.
Versenyzők adatai:
| Név                 | Születési idő        | Születési hely | Egyesület                 | Felsőoktatási tanintézet                               |
| Barabás Botond      | 1991. július 8.      | Budapest       | Vasas                     | Budapesti Gazdasági Főiskola, turizmus-vendéglátás     |
| Bisztritsányi Dávid | 1987. június 7.      | Budapest       | ZF-Eger                   | Eszterházy Károly Főiskola, TTK, sportszervező         |
| Chilkó Márton       | 1990. július 8.      | Gyöngyös       | ZF-Eger                   | Eszterházy Károly Főiskola, TTK, testnevelő-edző       |
| Erdélyi Balázs      | 1990. február 16.    | Eger           | University of the Pacific | University of the Pacific                              |
| Halek Márton        | 1990. október 9.     | Budapest       | Debreceni VSE             | Debreceni Egyetem, Gazdaságtudományi Kar               |
| Juhász Zsolt        | 1985. június 8.      | Szentes        | A-HÍD Szeged              | Szegedi Tudományegyetem, rekreáció- egészségfejlesztés |
| Korényi Balázs      | 1991. január 10.     | Budapest       | OSC                       | Semmelweis Egyetem, TSK, sportszervező                 |
| Kovács Gábor        | 1989. április 30.    | Eger           | ZF-Eger                   | Eszterházy Károly Főiskola, turizmus-vendéglátás       |
| Mezei Tamás         | 1990. szeptember 14. | Budapest       | ZF-Eger                   | Eszterházy Károly Főiskola, gazdálkodás és menedzsment |
| Somogyi Balázs      | 1985. augusztus 1.   | Szentes        | A-HÍD Szeged              | Szegedi Tudományegyetem                                |
| Szentesi Ádám       | 1991. december 2.    | Budapest       | OSC                       | Semmelweis Egyetem, sportszervező                      |
| Szécsi Dávid        | 1987. december 28.   | Budapest       | OSC                       | Semmelweis Egyetem, általános orvos                    |
| Tóth Márton         | 1985. szeptember 28. | Budapest       | A-HÍD Szeged              | Szegedi Tudományegyetem                                |

#### Női
Versenyzők adatai:
| Név                  | Születési idő      | Születési hely  | Egyesület                     | Felsőoktatási tanintézet                           |
| Árkosy Lilla         | 1990. december 13. | Debrecen        | Szegedi Női Vízilabda Egylet  | Szegedi Tudományegyetem, ÁJTK, jogász              |
| Csabai Dóra          | 1989. április 20.  | Budapest        | Dunaújvárosi Főiskola         | Kodolányi János Főiskola, turizmus- vendéglátás    |
| Dalmády Petra        | 1989. augusztus 6. | Szeged          | Szegedi Női Vízilabda Egylet  | Szegedi Tudományegyetem                            |
| Dalmásy Szandra Kata | 1987. június 18.   | Szeged          | Szegedi Női Vízilabda Egylet  | Szegedi Tudományegyetem                            |
| Gangl Edina          | 1990. június 25.   | Mosonmagyaróvár | ZF-Eger                       | Eszterházy Károly Főiskola, testnevelő-edző        |
| Gémes Alexa Anett    | 1994. január 9.    | Szentes         | Szentesi VK                   | Szegedi Tudományegyetem, gyógypedagógia            |
| Gundl Diána Ágnes    | 1991. február 16.  | Szentes         | Szentesi VK                   | Szegedi Tudományegyetem, egészségfejlesztés        |
| Hevesi Anita         | 1989. január 14.   | Szentes         | Szentesi VK                   | Edutus Főiskola, turizmus-vendéglátás              |
| Kisteleki Hanna Anna | 1991. március 10.  | Budapest        | BVSC                          | Budapesti Gazdasági Főiskola, pénzügy és számvitel |
| Kocsis Laura         | 1992. január 17.   | Budapest        | California Baptist University | California Baptist University                      |
| Pócsi Bianka         | 1990. július 13.   | Eger            | ZF-Eger                       | Károli Gáspár Református Egyetem                   |
| Somhegyi Noémi       | 1991. április 30.  | Budapest        | ZF-Eger                       | Eszterházy Károly Főiskola, sportszervező          |
| Zajácz Hanna         | 1993. május 12.    | Miskolc         | ZF-Eger                       | Eszterházy Károly Főiskola, rekreáció              |